# Doro-ta-bo

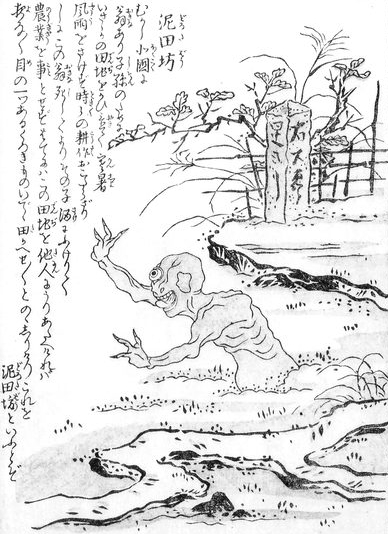
Um doro-ta-bo em gravura de Toriyama Sekien

Doro-ta-bo ("monge do campo de arroz enlameado") é um youkai japonês, descrito como uma figura humanoide com um olho e três dedos.